# Santa Vitória do Palmar
Santa Vitória do Palmar est une municipalité du Brésil, située dans l'État du Rio Grande do Sul, entre la Lagoa Mirim et l'Océan Atlantique Sud.
La deuxième partie de son nom vient de la grande quantité de palmiers Butia qui se trouvaient dans l'endroit, probablement semés par les déjections des oiseaux migrateurs qui nidifiaient dans les zones humides contiguës à la Lagoa Mirim. On trouve encore quelques palmeraies (palmares), mais la majorité furent détruites par l'installation de rizières, qui s'intensifia dans la région à partir des années 1960 avec l'arrivée de la mécanisation intensive. La partie du territoire uruguayen le long de la Lagoa Mirim présente encore des palmeraies mieux préservées.

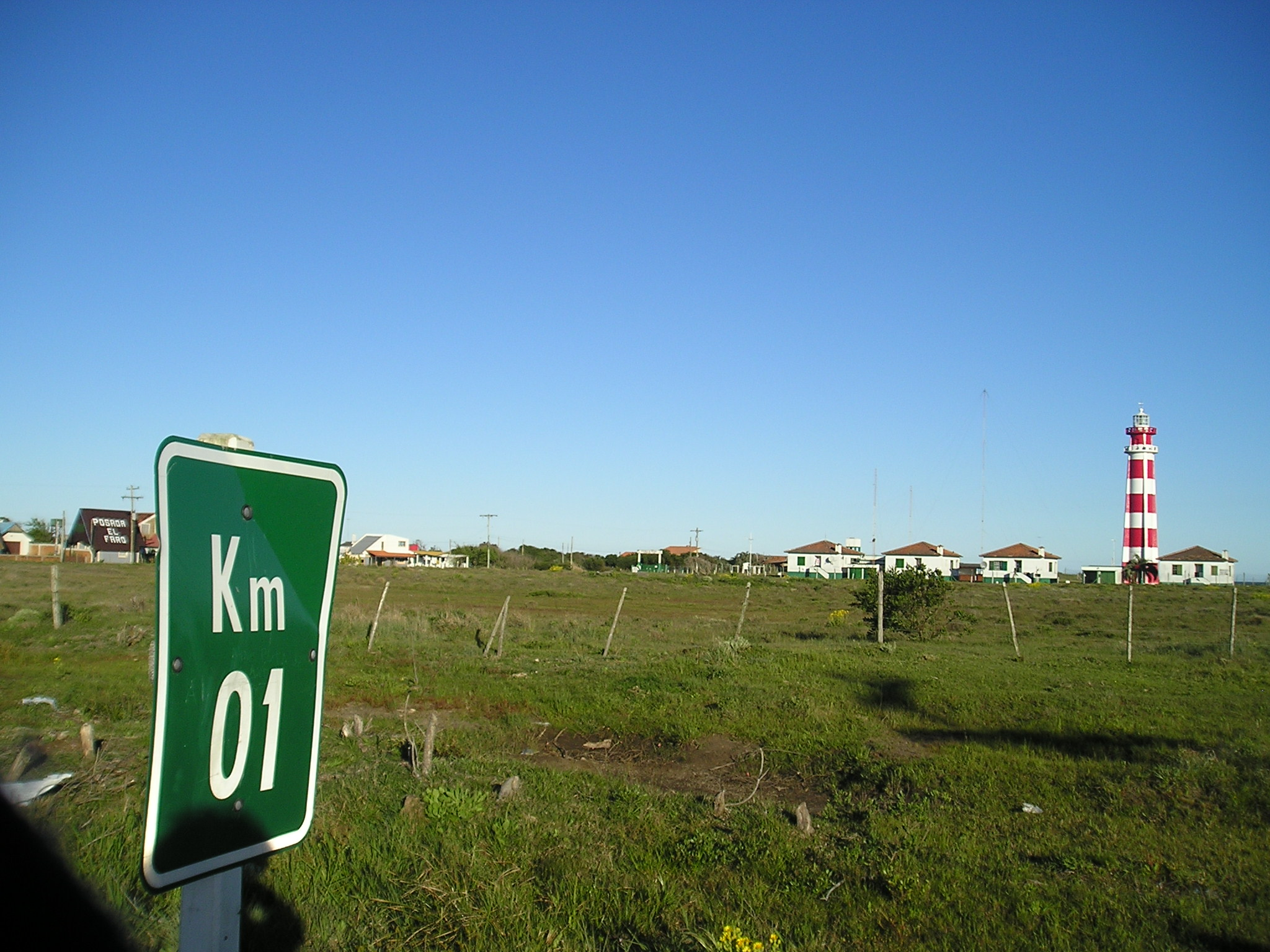
À 1 km de la frontière avec l'Uruguay.

## Histoire
Les Amérindiens Charruas furent les premiers habitants de la région, où les premiers européens rencontrèrent de nombreuses de leurs installations.
En 1531, Martim Afonso de Sousa fit naufrage sur les côtes de l'actuel Rio Grande do Sul, près d'un cours d'eau, perdant le navire capitaine et sept hommes. Pour explorer les rives de cette rivière -que quelques historiens pensent être celle de Chuí- il laissa une caravelle avec trente hommes, commandée par son frère, Pedro Lopes de Souza, pour "asseoir des titres et prendre possession au nom de la Couronne portugaise".
Le 19 février 1737, le Capitaine de vaisseau José da Silva Paes, qui était parti amener des secours à Colonia del Sacramento et attaquer Montevideo, débarquant dans le Rio Grande. Plus tard, il organisa une expédition afin de prendre possession du territoire délimité au sud par les rivières Chuí et São Miguel. Sur celle de São Miguel, il construisit un fort aujourd'hui complètement intégré au patrimoine historique uruguayen (le Fort de San Miguel).
En vertu du Traité de Madrid conclu entre le Portugal et l'Espagne, fut formé le 13 janvier 1750, une « équipe » pour la démarcation des limites des deux Couronnes. Le Capitaine général de Rio de Janeiro, Gomes Freire de Andrade, fut nommé premier commissaire pour la partie de la Couronne portugaise, et le marquis Val de Lírios commissaire espagnol.
Le Capitaine général partit de Rio Grande le 29 juin 1752, allant se camper dans la garnison de Chuí. De là, il partit pour Castilhos Grande, où fut placée la première borne frontière le 12 octobre. Les deuxième et troisième furent installées, respectivement, au lieu-dit "Índia Morta" (ou « Índios Mortos ») et dans la Serra dos Reis (actuellement, Serra de Carapé, en Uruguay).
Après le traité d'alliance passé entre l'Espagne, l'Autriche, la France et la Russie, Don Pedro de Ceballos, Gouverneur de Buenos Aires, décida l'évacuation de Colônia do Sacramento. À cette décision, Gomes Freire répondit en envoyant une escadre de onze voiles et chargea le colonel de la fortification de Castilhos Grande (la forteresse de Santa Teresa, aujourd'hui du côté uruguayen de la frontière). Détruisant le plus important obstacle à l'armée espagnole -la construction précédemment citée-, les envahisseurs vainquirent toutes les difficultés et s'emparèrent du Fort de São Miguel le  23 avril 1763, et du bourg de Rio Grande, le 12 mai.
En ratifiant le Traité de San Ildefonso, le 4 octobre 1777, la première borne de la nouvelle frontière fut placée à l'embouchure de la rivière de Chuí, la seconde fut installée sur celle de São Miguel et la troisième, près de Palmeira.
À la suite de ce traité, la région fit partie des Campos neutrais ("Champs Neutres"), où, selon l'accord entre les colonisateurs portugais et espagnols, aucun des deux pays ne pourrait établir de campements ni créer d'habitations. Cette situation retarda la colonisation qui ne reprit vraiment qu'à partir de 1855.
Le Maréchal José de Souza Soares de Andréa démarqua le lieu de peuplement, projet dont la réalisation était le rêve du Commandant Manoel Corrêa de Mirapalheta.
Ainsi s'installèrent, de manière très mouvementée, la frontière sud du Brésil et les limites de ce qui allait devenir la Municipalité de Santa Vitória do Palmar et, plus tard, de celles de Chuí.

## Géographie
Santa Vitória  possède la plage de la Barra do Chuí (embouchure de la rivière Chuí), partie de la plus grande plage du monde (toute la partie littorale de la municipalité). Au-dessus de cette dernière, trône le phare le plus méridional du pays, le Farol do Chuí, de 30 mètres de haut et construit en 1922, à quelques centaines de mètres de la frontière avec l'Uruguay.

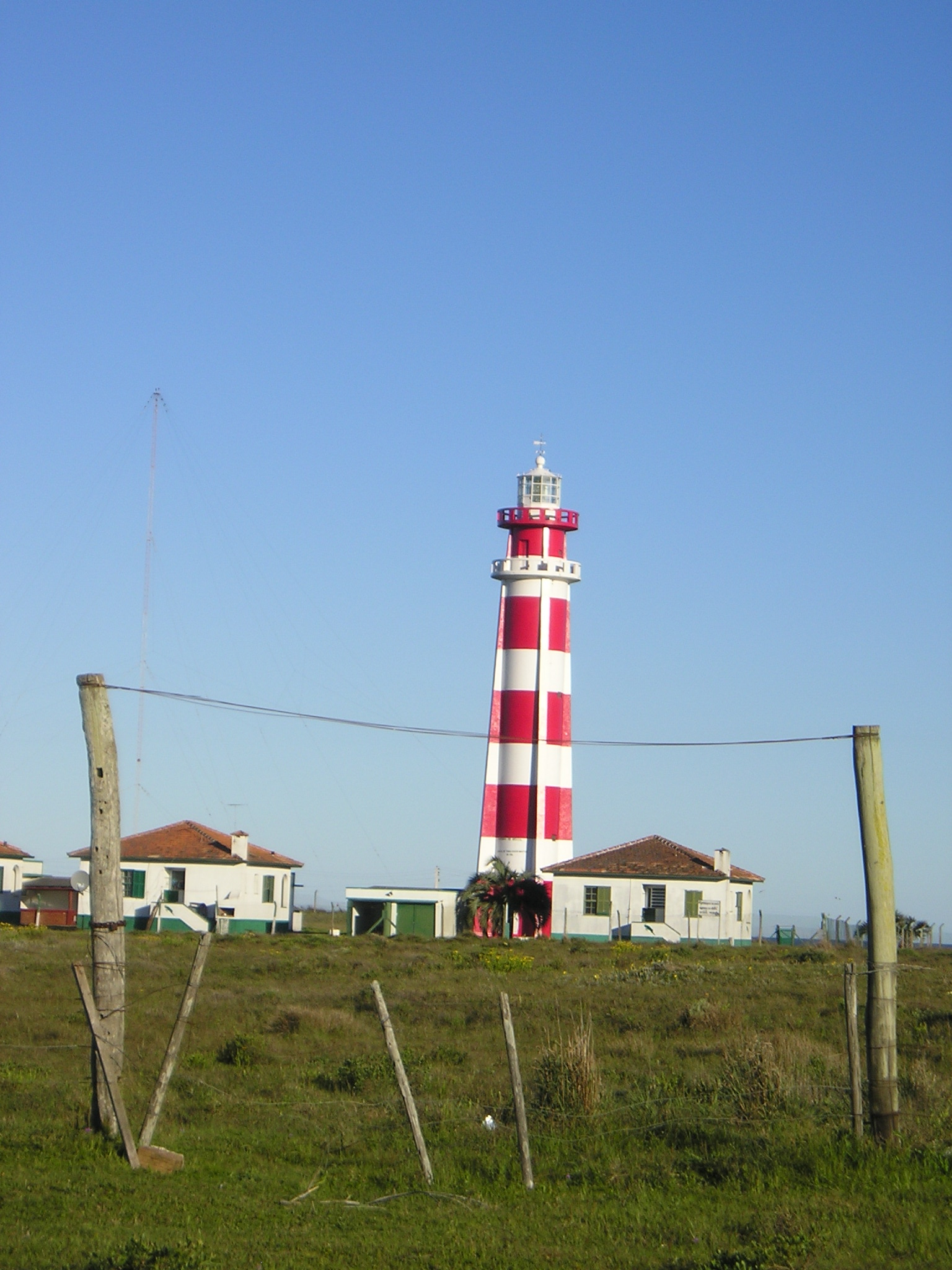
Phare de la Barra do Chuí.

## Formation administrative
La Loi nº 176 de l'Assemblée Provinciale, qui créa  la localité, date du 19 juillet 1849.
La chapelle sous la protection de Santo Antônio do Palmar de Lemos fut construite sur la côte du même nom, dans le district de Taim, Municipalité de Rio Grande. Le lieu choisi et démarqué était une partie des terres d'Antônio de Carvalho Pôrto, qui donna les terrains nécessaires proches de la palmeraie (palmar), et prit le nom de son premier propriétaire, José de Lemos. L'acte de création montre que le nom originel était Andréa, et Santa Vitória celui de la sainte patronne.
La localité fut donc créée au lieu-dit des Vallons de Palmar de Lemos, le 19 décembre 1855. Le 6 octobre 1858, le président de la province, Ângelo Moniz da Silva Ferraz, créa le second district de Taim, constitué par la Chapelle de Santa Vitória do Chuí, et, le 6 décembre de la même année la Loi nº 417 fut sanctionnée, donnant les terres de la paroisse à Santa Vitória.
La Loi nº 808, du 30 octobre 1872 éleva Santa Vitória à la catégorie de bourg ; la
Loi nº 945, du 15 mai 1874, marqua les limites de la Municipalité et, la même année, la localité fut inaugurée.
Par la Loi nº 1.736, du 24 décembre 1888, le bourg fut transformé en entité autonome.
Selon le cadre de la division territoriale entré en vigueur le 30 juin 1956, la Municipalité de Santa Vitória do Palmar fut divisée en deux districts : Santa Vitória do Palmar et Chuí. Ce dernier sera instauré Municipalité en 1997.

## Peuplement
Aux descendants des Portugais et des Espagnols s'additionnèrent aussi des colons Italiens, qui eurent une influence considérable sur la formation de la population locale. La plupart venait du Sud de l'Italie, de Calabre.
"Le nombre approximatif de nos concitoyens [italiens] résidant dans la ville de Santa Vitória do Palmar est d'environ six cents, desquels cent sont commerçants et le reste ouvriers et manœuvres. Le capital possédé  par les commerçants est évalué approximativement à 1.300 comptes de réis et les propriétés urbaines sont de quarante et représentent une valeur de trois cents comptes." (Ciapelli, 1899, p. 72-73)

## Économie
Outre la culture intensive du riz, l'élevage bovin de boucherie et l'élevage ovin pour la laine sont les deux autres activités économiques importantes. Étant donné les conditions sanitaires et ambiantales particulièrement favorables, la tique n'affecte pas le bétail bovin de la municipalité, permettant une bonne qualité du cuir animal. La Lagoa Mirim est le centre d'une intense activité de pêche et possède un port à l'activité maritime réduite à ce jour.
- Revenu per capita (2000) : R$ 406,43 (Change 2000 : R$1,00 = 4,00 FF) Source : Atlas du Développement Humain/PNUD
- PIB per capita (2005) : R$ 10.317 (Change 2005 : 1,00€ = R$ 3,00) Source : FEE

## Maires
| Période | Période | Identité                                          | Étiquette | Qualité              |
| ------- | ------- | ------------------------------------------------- | --------- | -------------------- |
| 2000    | 2004    | Artur F. Rocha Correa                             | PDT       | élu avec 8.041 voix  |
| 2004    | 2008    | Claudio Fernando Brayer Pereira, dit « O Batata » | PT        | élu avec 9.388 voix  |
| 2008    | 2012    | Claudio Fernando Brayer Pereira                   | PT        | élu avec 11.114 voix |

## Démographie
- Espérance de vie : 68,51 ans (2000) Source : FEE
- Coefficient de mortalité infantile (2005) : 12,61 pour 1000 Source : FEE
- Taux d’analphabétisme (2000) : 8,89 % Source : FEE
- Croissance démographique (2005) : 0,78 % par an
- Indice de Développement Humain (IDH) : 0,799 Atlas du Développement Humain PNUD - 2000
- 49,46 % de femmes
- 50,54 % d'hommes
- 83,93 % de la population est urbaine
- 16,07 % de la population est rurale